# Dirades irrorata
Dirades irrorata är en fjärilsart som beskrevs av Moore 1887. Dirades irrorata ingår i släktet Dirades och familjen Uraniidae. Inga underarter finns listade i Catalogue of Life.